# Harald Ertl
Harald Ertl (Zell am See, 31 de Agosto de 1948 – Giessen, 7 de Abril de 1982) foi um piloto e um jornalista automobilístico.
Em 1971, após disputar algumas corridas de Fórmula V e Fórmula 3, radica-se na Alemanha, onde passa a competir na DRM (Deutsche Rennsport Meisterchaft), antecessora da atual DTM, competindo com um Alfa Romeo. Esporadicamente, participa de provas na Fórmula 2. Sua chance na Fórmula 1 vem quando consegue o patrocínio da cervejaria Warsteiner que lhe garante disputar algumas provas pela Hesketh, conseguindo como melhor resultado um 8º lugar no Grande Prêmio da Alemanha. Para 1976 permaneceu na Hesketh, mas a equipe não se mostrou competitiva. Esse ano seria marcado para Ertl pelo facto de rle ter ajudado a salvar a vida de Niki Lauda no terrível acidente que este sofreu durante o Grande Prêmio da Alemanha de 1976. Desiludido com a Fórmula 1, Ertl se dedicou a DRM, tentando a Fórmula 1 ainda por mais duas vez, primeiro com um Ensign e depois com o segundo carro da ATS, sem conseguir resultados. Concentrou-se na disputa da DRM, tendo sido campeão em 1978. 
Em meados de 1981 afasta-se das corridas e passa a se dedicar apenas à família e aos negócios. Faleceu em um acidente aéreo quando se dirigia para a ilha Sylt, no litoral norte da Alemanha. Sua esposa Vera e o filho Sebastian, de apenas dois anos, de forma milagrosa, sobreviveram ao acidente.

## Resultados na Fórmula 1
(legenda)
| Ano  | Equipe             | Chassis      | Motor       | 1   | 2      | 3       | 4       | 5       | 6       | 7       | 8       | 9       | 10      | 11     | 12      | 13       | 14       | 15     | 16    | 17  | Posição | Pontos |
| ---- | ------------------ | ------------ | ----------- | --- | ------ | ------- | ------- | ------- | ------- | ------- | ------- | ------- | ------- | ------ | ------- | -------- | -------- | ------ | ----- | --- | ------- | ------ |
| 1975 | Warsteiner Brewery | Hesketh 308  | Cosworth V8 | ARG | BRA    | RSA     | ESP     | MON     | BEL     | SWE     | NED     | FRA     | GBR     | GER 8  | AUT Ret | ITA 9    | USA      |        |       |     | NC      | 0      |
| 1976 | Hesketh Racing     | Hesketh 308D | Cosworth V8 | BRA | RSA 15 | USW DNQ | ESP DNQ | BEL Ret | MON DNQ | SWE Ret | FRA Ret | GBR 7   | GER Ret | AUT 8  | NED Ret | ITA 16   | CAN DNS  | USA 13 | JPN 8 |     | NC      | 0      |
| 1977 | Hesketh Racing     | Hesketh 308E | Cosworth V8 | ARG | BRA    | RSA     | USW     | ESP Ret | MON DNQ | BEL 9   | SWE 16  | FRA DNQ | GBR     | GER    | AUT     | NED      | ITA      | USA    | CAN   | JPN | NC      | 0      |
| 1978 | Sachs Racing       | Ensign N177  | Cosworth V8 | ARG | BRA    | RSA     | USW     | MON     | BEL     | ESP     | SWE     | FRA     | GBR     | GER 11 | AUT Ret | NED DNPQ |          |        |       |     | NC      | 0      |
| 1978 | ATS Engineering    | ATS HS1      | Cosworth V8 |     |        |         |         |         |         |         |         |         |         |        |         |          | ITA DNQ* | USA    | CAN   |     | NC      | 0      |
| 1980 | Team ATS           | ATS D4       | Cosworth V8 | ARG | BRA    | RSA     | USW     | BEL     | MON     | FRA     | GBR     | GER DNQ | AUT     | NED    | ITA     | CAN      | USA      |        |       |     | NC      | 0      |

* Ertl não conseguiu passar pela pré-qualificação em seu Ensign, em seguida, participou da qualificação com o carro da ATS e, novamente, não conseguiu se classificar.